# تصحيف (حاسوب)

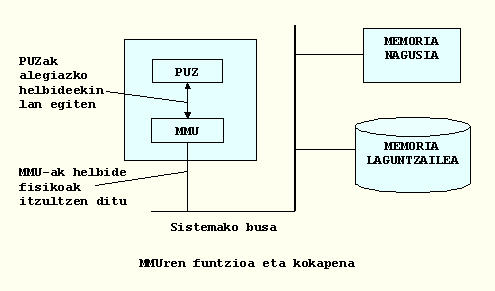

تصحيف أو تداول بالصفحات (بالإنجليزية: Paging)‏ في أنظمة تشغيل الحاسب هو مخطط لإدارة ذاكرة الحاسب، حيث يقوم الحاسب بتخزين البيانات واسترجاعها من وحدة التخزين الثانوية  لاستخدامها في الذاكرة الرئيسية.
في هذا المخطط، يسترجع نظام التشغيل البيانات من وحدة التخزين الثانوية في كتل (بلوكات) من نفس الحجم تسمى الصفحات. يعد التصحيف جزءًا مهمًا من عمليات تشغيل الذاكرة الافتراضية في أنظمة التشغيل الحديثة، وذلك باستخدام وحدة التخزين الثانوية للسماح للبرامج بتجاوز حجم الذاكرة الفعلية المتوفرة.
للتبسيط، الذاكرة الرئيسية تسمى «ذاكرة عشوائية» ووحدة التخزين الثانوية تسمى «القرص الصلب». لكن هذه المفاهيم لا تعتمد على ما إذا كانت هذه المصطلحات تنطبق حرفيًا على نظام كمبيوتر معين.